# Captive portal
Um captive portal é um programa de computador essencial para controlar e gerenciar o acesso à Internet em redes públicas de forma automatizada. Quando um usuário tenta acessar qualquer site digitando seu endereço no  navegador, o sistema do captive portal intercepta a solicitação e redireciona o usuário para uma interface específica. Nessa interface, o usuário é solicitado a realizar a autenticação necessária para acessar a rede. Esse método é mais transparente para o dispositivo do usuário, pois não requer interação direta com a máquina cliente, facilitando o acesso à rede e garantindo maior controle e segurança no uso da Internet.
É importante ressaltar que, ao utilizar um captive portal em redes públicas, os usuários devem ter cautela e evitar inserir informações pessoais sensíveis, como senhas ou dados de cartão de crédito. Isso ocorre porque algumas páginas de login podem ser fraudulentas, tentando obter informações confidenciais por meio de phishing. 
Exemplos:
- «PepperSpot»
- Natctl
- Nsh
- Nova
- Untangle
- «PacketFence(NAC)»
- MikroTik
- Checkpoint Identity Awareness
- «S4 Internet Controlada»
- PFSense
- HSC Internet Secure Suite2